# Savigny-en-Sancerre
 Savigny-en-Sancerre  es una población y comuna francesa, situada en la región de  Centro, departamento de Cher, en el distrito de Bourges y cantón de Léré.

## Demografía
| 918 | 895 | 855 | 891 | 981 | 1023 |
| Para los censos de 1962 a 1999 la población legal corresponde a la población sin duplicidades (Fuente: INSEE [Consultar]) |     |     |     |     |      |